# تیم ملی فوتبال اکوادور
تیم ملی فوتبال اکوادور تیم منتخب مردان در کشور اکوادور است. این تیم تا به‌حال به جام جهانی فوتبال ۲۰۰۲ و جام جهانی فوتبال ۲۰۰۶ و جام جهانی فوتبال ۲۰۱۴ و جام جهانی فوتبال ۲۰۲۲ راه پیدا کرده‌است.